# Volo LANSA 508
Il volo LANSA 508 era un volo di linea della LANSA con decollo dall'aeroporto Internazionale Jorge Chávez, arrivo a Iquitos e con scalo intermedio a Pucallpa. Il 24 dicembre 1971, il Lockheed L-188 Electra che operava il volo precipitò poco lontano da Puerto Inca. Nello schianto, delle 92 persone a bordo, persero la vita in 91. L'unica sopravvissuta è la peruviana di origine tedesca Juliane Koepcke, diciassettenne al momento dell'incidente.

## L'aereo
Il velivolo coinvolto nell'incidente era un Lockheed L-188 Electra con numero di registrazione OB-R-941 e numero di serie 1086 soprannominato "Mateo Pumacahua". Volò per la prima volta nell'agosto 1959 e venne consegnato alla Braniff Airlines nell'agosto 1959 e passò poi alla LANSA nel 1970. Era equipaggiato con 4 motori turboelica.

## L'incidente
Il volo LANSA 508 partì dall'aeroporto Internazionale Jorge Chávez di Lima poco prima di mezzogiorno della vigilia di Natale, diretto a Iquitos, in Perù, con uno scalo intermedio a Pucallpa, in Perù. L'aereo stava volando a circa 21 000 piedi (6 400 m) sopra il livello del mare quando incontrò un'area di temporali con forti turbolenze. L'equipaggio decise di continuare il volo nonostante il maltempo in vista, apparentemente a causa della pressione per rispettare il programma delle vacanze. Gli investigatori peruviani citarono "un volo intenzionale in condizioni meteorologiche pericolose" come causa dell'incidente.
L'unica sopravvissuta, Juliane Koepcke, scoprì in seguito che l'aereo su cui aveva viaggiato era stato "interamente assemblato con pezzi di ricambio di altri aerei". Nonostante una clavicola rotta, uno squarcio profondo al braccio destro, una ferita all'occhio e una commozione cerebrale, fu in grado di camminare attraverso la fitta giungla amazzonica per 10 giorni e trovò rifugio in una capanna. I boscaioli locali la trovarono e la riportarono in canoa alla civiltà. Successivamente si scoprì che anche altri 14 passeggeri sopravvissero allo schianto iniziale, ma morirono in attesa dei soccorsi.

## Nella cultura di massa
- Il film I miracoli accadono ancora (1974) è basato sull'incidente.[6]
- Il regista Werner Herzog sfuggì all'incidente per puro caso: avrebbe infatti dovuto prendere il volo 508 per recarsi a Pucallpa e nella giungla peruviana[7], impegnato nelle riprese del film Aguirre, ma essendo l'aereo sovraffollato Herzog e la troupe furono costretti a desistere, salvandosi. Il regista poi raccontò la storia di Koepcke nel film documentario Wings of Hope del 1998.
- Il libro di memorie di Koepcke Als ich vom Himmel fiel è stato pubblicato dall'editore tedesco Piper Malik il 10 marzo 2011.[8] L'edizione inglese When I Fell From the Sky, è stata pubblicata da Titletown Publishing nel novembre 2011.
- L'incidente compare anche nell'episodio finale della stagione 1 del documentario di Discovery Channel Aircrash Confidential. L'episodio è stato trasmesso per la prima volta nel 2011 e presenta un'intervista con l'unica sopravvissuta Koepcke.